# Víctor i Corona
Per a la santa homònima creada a partir d'aquesta, vegeu: Corona d'Elx
Per a d'altres sants anomenats Víctor, vegeu: Sant Víctor
Víctor i Corona o Estefania foren dos cristians orientals del segle ii o III/IV que moriren màrtirs. Apareixen associats en els santorals, la qual cosa ha donat lloc a diverses llegendes per explicar-ho. Poden ésser personatges llegendaris. Són venerats com a sants a tota la cristiandat.

## Historicitat i llegendes
Existeixen diverses tradicions que expliquen la seva vida, i ni tan sols coincideixen en el lloc on visqueren ni en la relació entre els dos. Probablement, es tracta de llegendes per vincular dos màrtirs diferents que eren commemorats el mateix dia. D'altra banda, els dos noms són descriptius i poden referir-se de manera genèrica a qualsevol màrtir: Estefania (del grec stefanos, "corona"), en llatí Corona, indica la corona del martiri, símbol dels màrtirs cristians; Víctor és un nom per significar la victòria dels màrtirs. Podria tractar-se, doncs, de figures al·legòriques i no corresponents a persones reals.

### Llegendes
Estefania (o Corona) vivia a Egipte, Síria o la Tebaida, segons les versions, al segle ii, cap al 170. Fou martiritzada, per no voler abjurar de la fe cristiana: fou lligada a dues palmeres doblegades en tensió, de manera que al deslligar-les, la força dels troncs va desmembrar el cos de la noia.
Unes versions duen que Victor era el marit, ja gran, d'Estefania, que era una jove d'uns setze o pocs anys més. Ella era pagana, i Víctor cristià, i aquest l'havia respectat i continuava verge. Durant la persecució, Víctor fou empresonat i executat i ella, en veure'l, es convertí al cristianisme i fou igualment executada, amb el martiri de les palmeres.
Segons les versions de l'Església Ortodoxa, Víctor de Damasc era un soldat cristià de Síria o Cilícia, destinat a Damasc i detingut i torturat per cristià. Convertí a alguns dels seus botxins i feu miracles i, en veure-ho, Corona, esposa d'un dels soldats romans que hi havia, també s'hi convertí. Capturada, rebé el martiri esmentat i Víctor fou decapitat. Tots dos foren sebollits a Damasc.

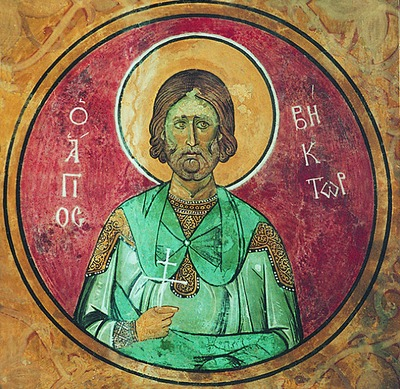
Fresc oriental de 1192
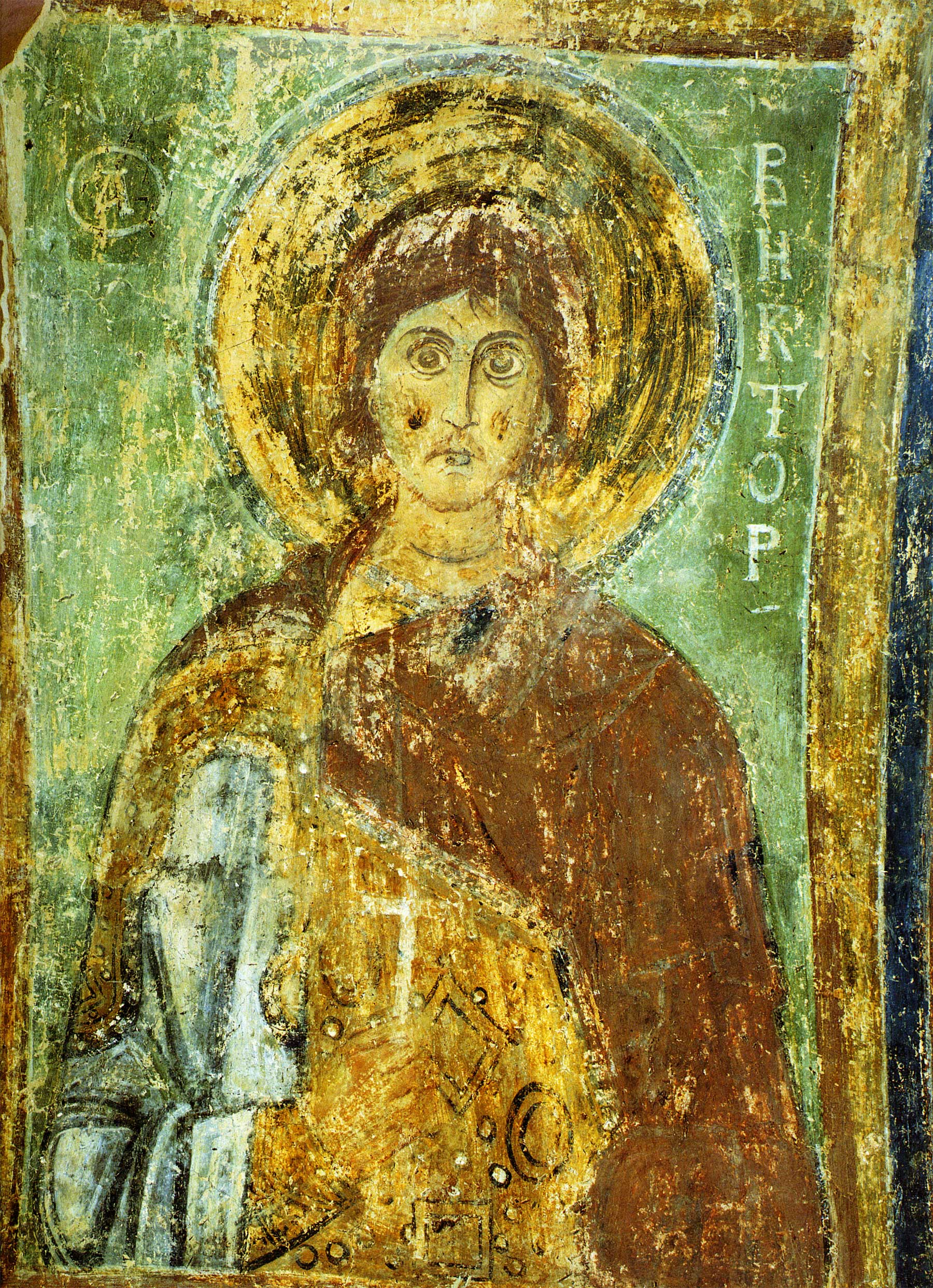
Fresc del s. XI

## Veneració
Reals o no, el culte que reben és antic, especialment a Orient. A Occident, està sobretot estès a Baviera, Tirol i el nord d'Itàlia (Feltre, Osimo, Terni, etc.); el culte fou portat pels croats que tornaren a Europa després de la Primera Croada. Diverses ciutats diuen tenir-ne relíquies, com Feltre, Terni, Aquisgrà o Praga. A Passau (Baviera), hi ha un cos que s'atribueix a la santa. Als afores de Feltre hi ha l'església de SS. Vittore e Corona, erigida pels croats després de la Primera Croada.
Era invocada contra el mal d'esquena i de les extremitats i per la coincidència del nom amb la moneda anomenada "corona", se li demanava ajut quan hi havia problemes econòmics.
Una tradició molt posterior, del segle ix, parla d'una santa anomenada Corona d'Elx, celebrada el mateix dia 14 de maig. Probablement es tracta d'un desdoblament de personalitat hagiogràfica.
L'Església Catòlica els celebra el 14 de maig, i l'Ortodoxa el 24 de novembre.